# Luzancy
Luzancy é uma comuna francesa na região administrativa da Île-de-France, no departamento Sena e Marne. A comuna possui 778 habitantes segundo o censo de 1990.